# Leon Pszenicki
Leon Pszenicki (ur. 23 marca 1889 w Pabianicach, zm. po 1939) – polski inżynier komunikacji.
Ukończył polską szkołę handlową w Pabianicach (1907), po czym uzyskał maturę jako ekstern w szkole handlowej w Libawie (1908). Studiował i uzyskał dyplom w Instytucie Inżynierów Komunikacji w Petersburgu (1914). W latach 1914–1922 pracował przy budowie linii kolejowej ołonieckiej i murmańskiej w Rosji.
Po powrocie do Polski w latach 1922-1925 pracował w dyrekcji kolei państwowych a następnie w latach 1929-1935 jako urzędnik w Ministerstwie Komunikacji. Od 1935 r. kierownik działu mostów w biurze projektów i studiów PKP w Warszawie. Starszy asystent Politechniki Warszawskiej. Opracował szereg projektów mostów drogowych i kolejowych.

## Życie prywatne
Syn Jana i Antoniny z Biskupskich. Jego stryjecznym bratem był również inżynier komunikacji i rektor Politechniki Warszawskiej Andrzej Pszenicki. Od 1927 mąż Jadwigi z Fiszerów.